# Odległość zapory ryglowej
Odległość zapory ryglowej – odległość pomiędzy tylnym ścięciem lufy, a czółkiem zamka. Jest to jedna z najważniejszych charakterystyk mechanizmu ryglowego. Jeśli odległość zapory ryglowej jest zbyt mała może nie dojść do zaryglowania, przy zbyt dużej podczas strzału może nastąpić rozerwanie łuski. W niektórych wzorach broni odległość zapory ryglowej może być regulowana poprzez wkręcanie lufy, lub przesuwanie lufy względem komory zamkowej. Do sprawdzania poprawności ustawienia odległości zapory ryglowej służą specjalne sprawdziany.